# Uber Cup 2004/Qualifikation Ozeanien
Die Qualifikation zum Uber Cup 2004 des ozeanischen Kontinentalverbandes, ein Wettbewerb im Badminton, fand vom 30. bis zum 31. Januar 2004 in Ballarat statt. Nur Neuseeland und Australien meldeten Teams für diese Qualifikationsrunde. Letztgenanntes Team qualifizierte sich für die Endrunde.